# Rammstein in Amerika
Rammstein in Amerika är Rammsteins femte officiella videoalbum, släppt den 25 september 2015. Videoalbumet innehåller främst material från två av bandets konserter: en den 9 december 2010 i Centre Bell i Montréal och en den 11 december 2010 i Madison Square Garden i New York. Utöver detta innehåller videoalbumet även två dokumentärer: en om Rammsteins historia med USA och en om produktionen bakom Liebe ist für alle da.

## Videoklipp

### Skiva 1
1. "Rammlied"
2. "B********"
3. "Waidmanns Heil"
4. "Keine Lust"
5. "Weisses Fleisch"
6. "Feuer frei!"
7. "Wiener Blut"
8. "Frühling in Paris"
9. "Ich tu dir weh"
10. "Du riechst so gut"
11. "Benzin"
12. "Links 2-3-4"
13. "Du hast"
14. "Pussy"
15. "Sonne"
16. "Haifisch"
17. "Ich will"
18. "Engel"

### Skiva 2
1. Rammstein in Amerika
2. Making of Liebe ist für alle da